# Скайлз, Скотт
Скотт Аллен Скайлз (англ. Scott Allen Skiles, родился 5 марта 1964, Ла-Порт, штат Индиана, США) — американский профессиональный баскетболист и тренер, тренировавший клубы Национальной баскетбольной ассоциации «Финикс Санз», «Чикаго Буллз», «Милуоки Бакс» и «Орландо Мэджик». Ему принадлежит рекорд НБА по количеству передач в одной игре — 30. В сезоне 1990/1991 он был назван самым прогрессирующим баскетболистом НБА.

## Профессиональная карьера
Скотт Скайлз был выбран на драфте НБА 1986 года под 22 общим номером клубом «Милуоки Бакс». В НБА Скайлз отыграл 10 сезонов за клубы «Бакс», «Индиана Пэйсерс», «Орландо Мэджик», «Вашингтон Буллетс» и «Филадельфия 76».
В 1989 году он был выбран на драфте расширения клубом «Орландо Мэджик». В команде он в основном выходил на замены и в среднем за игру набирал по 7,7 очка и делал 4,8 передачи и уже на следующий сезон заслужил место в стартовом составе. 30 декабря 1990 года в победной игре для «Мэджик» против «Денвер Наггетс» Скайлз установил рекорд НБА, сделав 30 результативных передач. В сезоне он в среднем за игру набирал 17,2 очка и делал 8,4 передачи за что был назван самым прогрессирующим игроком НБА.
В 1996 году Скайлз получил тяжёлую травму плеча и вынужден был переехать в Европу, где стал выступать за греческий клуб ПАОК. Однако из-за полученной травмы он не смог доиграть сезон до конца и попросил разорвать с ним контракт. Вместо этого президент клуба предложил ему должность главного тренера. Несмотря на травмы нескольких ведущих игроков клуба Скайлз сумел вывести команду на третье место в греческом чемпионате и квалифицироваться в Евролигу.

## Карьера тренера

### Помощник главного тренера
Тренерская карьера Скайлза началась в 1997 году, когда он занял пост ассистента главного тренера «Финикс Санз».

### Финикс Санз
В 1999 году Скайлз был переведён на должность главного тренера «Санз». За три года в Финиксе его процент выигранных матчей составил 59,5 % и он дважды выводил команду в игры плей-офф, причём в 2000 году в первом раунде его команда смогла обыграть действующих чемпионов НБА «Сан-Антонио Спёрс».

### Орландо Мэджик
29 мая 2015 года Скайлз был нанят на пост главного тренера «Орландо Мэджик». 12 мая 2016 года Скайлз ушёл с поста главного тренера «Мэджик».

## Статистика

### Статистика в НБА
| Сезон                                                                                    | Команда     | Регулярный сезон | Регулярный сезон | Регулярный сезон | Регулярный сезон | Регулярный сезон | Регулярный сезон | Регулярный сезон | Регулярный сезон | Регулярный сезон | Регулярный сезон | Регулярный сезон | Серия плей-офф | Серия плей-офф | Серия плей-офф | Серия плей-офф | Серия плей-офф | Серия плей-офф | Серия плей-офф | Серия плей-офф | Серия плей-офф | Серия плей-офф | Серия плей-офф |
| Сезон                                                                                    | Команда     | GP               | GS               | MPG              | FG%              | 3P%              | FT%              | RPG              | APG              | SPG              | BPG              | PPG              | GP             | GS             | MPG            | FG%            | 3P%            | FT%            | RPG            | APG            | SPG            | BPG            | PPG            |
| ---------------------------------------------------------------------------------------- | ----------- | ---------------- | ---------------- | ---------------- | ---------------- | ---------------- | ---------------- | ---------------- | ---------------- | ---------------- | ---------------- | ---------------- | -------------- | -------------- | -------------- | -------------- | -------------- | -------------- | -------------- | -------------- | -------------- | -------------- | -------------- |
| 1986/87                                                                                  | Милуоки     | 13               | 0                | 15,8             | 29,0             | 21,4             | 83,3             | 2,0              | 3,5              | 0,4              | 0,1              | 3,8              | Не участвовал  | Не участвовал  | Не участвовал  | Не участвовал  | Не участвовал  | Не участвовал  | Не участвовал  | Не участвовал  | Не участвовал  | Не участвовал  | Не участвовал  |
| 1987/88                                                                                  | Индиана     | 51               | 2                | 14,9             | 41,1             | 30,0             | 83,3             | 1,3              | 3,5              | 0,4              | 0,1              | 4,4              | Не участвовал  | Не участвовал  | Не участвовал  | Не участвовал  | Не участвовал  | Не участвовал  | Не участвовал  | Не участвовал  | Не участвовал  | Не участвовал  | Не участвовал  |
| 1988/89                                                                                  | Индиана     | 80               | 13               | 19,6             | 44,8             | 26,7             | 90,3             | 1,9              | 4,9              | 0,8              | 0,0              | 6,8              | Не участвовал  | Не участвовал  | Не участвовал  | Не участвовал  | Не участвовал  | Не участвовал  | Не участвовал  | Не участвовал  | Не участвовал  | Не участвовал  | Не участвовал  |
| 1989/90                                                                                  | Орландо     | 70               | 32               | 20,9             | 40,9             | 39,4             | 87,4             | 2,3              | 4,8              | 0,5              | 0,1              | 7,7              | Не участвовал  | Не участвовал  | Не участвовал  | Не участвовал  | Не участвовал  | Не участвовал  | Не участвовал  | Не участвовал  | Не участвовал  | Не участвовал  | Не участвовал  |
| 1990/91                                                                                  | Орландо     | 79               | 66               | 34,4             | 44,5             | 40,8             | 90,2             | 3,4              | 8,4              | 1,1              | 0,1              | 17,2             | Не участвовал  | Не участвовал  | Не участвовал  | Не участвовал  | Не участвовал  | Не участвовал  | Не участвовал  | Не участвовал  | Не участвовал  | Не участвовал  | Не участвовал  |
| 1991/92                                                                                  | Орландо     | 75               | 63               | 31,7             | 41,4             | 36,4             | 89,5             | 2,7              | 7,3              | 1,0              | 0,1              | 14,1             | Не участвовал  | Не участвовал  | Не участвовал  | Не участвовал  | Не участвовал  | Не участвовал  | Не участвовал  | Не участвовал  | Не участвовал  | Не участвовал  | Не участвовал  |
| 1992/93                                                                                  | Орландо     | 78               | 78               | 39,6             | 46,7             | 34,0             | 89,2             | 3,7              | 9,4              | 1,1              | 0,0              | 15,4             | Не участвовал  | Не участвовал  | Не участвовал  | Не участвовал  | Не участвовал  | Не участвовал  | Не участвовал  | Не участвовал  | Не участвовал  | Не участвовал  | Не участвовал  |
| 1993/94                                                                                  | Орландо     | 82               | 46               | 28,1             | 42,9             | 41,2             | 87,8             | 2,3              | 6,1              | 0,6              | 0,0              | 9,9              | 2              | 0              | 11,5           | 50,0           | 0,0            | 100,0          | 0,5            | 1,5            | 0,0            | 0,0            | 4,5            |
| 1994/95                                                                                  | Вашингтон   | 62               | 62               | 33,5             | 45,5             | 42,1             | 88,6             | 2,6              | 7,3              | 1,1              | 0,1              | 13,0             | Не участвовал  | Не участвовал  | Не участвовал  | Не участвовал  | Не участвовал  | Не участвовал  | Не участвовал  | Не участвовал  | Не участвовал  | Не участвовал  | Не участвовал  |
| 1995/96                                                                                  | Филадельфия | 10               | 9                | 23,6             | 35,1             | 44,1             | 80,0             | 1,6              | 3,8              | 0,7              | 0,0              | 6,3              | Не участвовал  | Не участвовал  | Не участвовал  | Не участвовал  | Не участвовал  | Не участвовал  | Не участвовал  | Не участвовал  | Не участвовал  | Не участвовал  | Не участвовал  |
|                                                                                          | Всего       | 600              | 371              | 28,0             | 43,5             | 37,9             | 88,9             | 2,5              | 6,5              | 0,8              | 0,0              | 11,1             | 2              | 0              | 11,5           | 50,0           | 0,0            | 100,0          | 0,5            | 1,5            | 0,0            | 0,0            | 4,5            |
| Наведите курсор мыши на аббревиатуры в заголовке таблицы, чтобы прочесть их расшифровку. |             |                  |                  |                  |                  |                  |                  |                  |                  |                  |                  |                  |                |                |                |                |                |                |                |                |                |                |                |